# Danh sách giải thưởng Trò chơi của năm
Trò chơi của năm (Game of the Year - GotY) là giải thưởng do nhiều sự kiện trao giải và ấn phẩm truyền thông trao cho trò chơi điện tử mà họ cảm thấy đại diện cho đỉnh cao của trò chơi trong năm đó.

## Sự kiện và lễ trao giải

### British Academy Games Awards (trước đây là BAFTA Interactive Entertainment Awards)
British Academy Games Awards là lễ trao giải thường niên của Anh nhằm tôn vinh "thành tựu sáng tạo xuất sắc" trong ngành công nghiệp trò chơi điện tử. Được trao tặng lần đầu tiên vào năm 2004 sau khi tái cấu trúc BAFTA Interactive Entertainment Awards, giải thưởng do Viện Hàn lâm Nghệ thuật Điện ảnh và Truyền hình Anh (BAFTA) trao tặng, và do đó thường được gọi là Giải thưởng Trò chơi BAFTA.
| Năm  | Trò chơi                                     | Thể loại                   | Nền tảng                                                                                       | Nhà phát triển          |
| ---- | -------------------------------------------- | -------------------------- | ---------------------------------------------------------------------------------------------- | ----------------------- |
| 1998 | GoldenEye 007                                | Bắn súng góc nhìn thứ nhất | Nintendo 64                                                                                    | Rare                    |
| 1999 | The Legend of Zelda: Ocarina of Time         | Hành động phiêu lưu        | Nintendo 64                                                                                    | Nintendo EAD            |
| 2000 | Console: MediEvil 2                          | Hành động phiêu lưu        | PlayStation                                                                                    | SCE Cambridge Studio    |
| 2000 | Handheld: Pokémon Yellow                     | Nhập vai                   | Game Boy                                                                                       | Game Freak              |
| 2000 | PC: Deus Ex                                  | Hành động nhập vai         | Microsoft Windows, Mac OS                                                                      | Ion Storm               |
| 2001 | Console: Gran Turismo 3: A-Spec              | Đua xe                     | PlayStation 2                                                                                  | Polyphony Digital       |
| 2001 | Handheld: Tony Hawk's Pro Skater 2           | Thể thao                   | Game Boy Advance                                                                               | Vicarious Visions       |
| 2001 | PC: Max Payne                                | Bắn súng góc nhìn thứ ba   | Microsoft Windows                                                                              | Remedy Entertainment    |
| 2002 | Console: Halo: Combat Evolved                | Bắn súng góc nhìn thứ nhất | Xbox                                                                                           | Bungie                  |
| 2002 | Handheld: SMS Chess                          |                            |                                                                                                | Purple Software         |
| 2002 | PC: Neverwinter Nights                       | Nhập vai                   | Microsoft Windows                                                                              | BioWare                 |
| 2003 | Call of Duty                                 | Bắn súng góc nhìn thứ nhất | Microsoft Windows                                                                              | Infinity Ward           |
| 2004 | Half-Life 2                                  | Bắn súng góc nhìn thứ nhất | Microsoft Windows                                                                              | Valve                   |
| 2006 | Tom Clancy's Ghost Recon Advanced Warfighter | Bắn súng chiến thuật       | Microsoft Windows, PlayStation 2, Xbox, Xbox 360                                               | Ubisoft Paris           |
| 2007 | BioShock                                     | Bắn súng góc nhìn thứ nhất | Microsoft Windows, Xbox 360                                                                    | Irrational Games        |
| 2008 | Super Mario Galaxy                           | Platform                   | Wii                                                                                            | Nintendo EAD            |
| 2009 | Batman: Arkham Asylum                        | Hành động phiêu lưu        | Microsoft Windows, PlayStation 3, Xbox 360                                                     | Rocksteady Studios      |
| 2010 | Mass Effect 2                                | Hành động nhập vai         | Microsoft Windows, Xbox 360, PlayStation 3                                                     | BioWare                 |
| 2011 | Portal 2                                     | Platform giải đố           | Microsoft Windows, OS X, PlayStation 3, Xbox 360                                               | Valve                   |
| 2012 | Dishonored                                   | Hành động phiêu lưu        | Microsoft Windows, PlayStation 3, Xbox 360                                                     | Arkane Studios          |
| 2013 | The Last of Us                               | Hành động phiêu lưu        | PlayStation 3                                                                                  | Naughty Dog             |
| 2014 | Destiny                                      | Hành động nhập vai         | PlayStation 3, PlayStation 4, Xbox 360, Xbox One                                               | Bungie                  |
| 2015 | Fallout 4                                    | Hành động nhập vai         | Microsoft Windows, PlayStation 4, Xbox One                                                     | Bethesda Game Studios   |
| 2016 | Uncharted 4: A Thief's End                   | Hành động phiêu lưu        | PlayStation 4                                                                                  | Naughty Dog             |
| 2017 | What Remains of Edith Finch                  | Phiêu lưu                  | Microsoft Windows, PlayStation 4, Xbox One                                                     | Giant Sparrow           |
| 2018 | God of War                                   | Hành động phiêu lưu        | PlayStation 4                                                                                  | SIE Santa Monica Studio |
| 2019 | Outer Wilds                                  | Hành động phiêu lưu        | Microsoft Windows, PlayStation 4, Xbox One                                                     | Mobius Digital          |
| 2020 | Hades                                        | Hành động nhập vai         | Microsoft Windows, macOS, Nintendo Switch                                                      | Supergiant Games        |
| 2021 | Returnal                                     | Bắn súng góc nhìn thứ ba   | Microsoft Windows, PlayStation 5                                                               | Housemarque             |
| 2022 | Vampire Survivors                            | Roguelike, shoot 'em up    | Microsoft Windows, PlayStation 4, PlayStation 5, macOS, Xbox360, Android, Nintendo Switch, iOS |                         |

### Giải thưởng Trò chơi của năm ở Séc
| Năm  | Trò chơi                                  | Thể loại                    | Nền tảng                                                                        | Nhà phát triển       |
| ---- | ----------------------------------------- | --------------------------- | ------------------------------------------------------------------------------- | -------------------- |
| 2010 | Mafia II                                  | Hành động phiêu lưu         | Microsoft Windows, PlayStation 3, Xbox 360                                      | 2K Czech             |
| 2011 | Family Farm                               | Strategy video game         | Microsoft Windows                                                               | Hammerware           |
| 2012 | Dead Trigger                              | Bắn súng góc nhìn thứ nhất  | iOS, Android                                                                    | Madfinger Games      |
| 2012 | Botanicula                                | Phiêu lưu                   | Microsoft Windows, OS X, iOS, Android                                           | Amanita Design       |
| 2013 | ArmA III                                  | Bắn súng chiến thuật        | Microsoft Windows, OS X, Linux                                                  | Bohemia Interactive  |
| 2013 | Lums: The Game of Light and Shadows       | Trò chơi arcade             | iOS                                                                             | Hyperbolic Magnetism |
| 2014 | Medieval Engineers                        | Sandbox                     | Microsoft Windows, OS X                                                         | Keen Software House  |
| 2014 | Dex                                       | Platform hành động nhập vai | Microsoft Windows, OS X, Linux, Ouya, PlayStation 4, PlayStation Vita, Xbox One | Dreadlocks Ltd       |
| 2014 | Monzo                                     | Mô phỏng                    | iOS, Android                                                                    | Madfinger Games      |
| 2014 | Coraabia                                  | Thẻ bài                     | Trình duyệt                                                                     | ARK8                 |
| 2015 | Factorio                                  | Chiến thuật thời gian thực  | Microsoft Windows, OS X, Linux                                                  | Wube Software        |
| 2015 | Rememoried                                | Phiêu lưu nghệ thuật        | Microsoft Windows, OS X, Linux                                                  | Vladimír Kudělka     |
| 2015 | Czechoslovakia 1938–89: The Assassination | Giáo dục                    | Microsoft Windows                                                               | Charles University   |
| 2016 | Samorost 3                                | Phiêu lưu                   | Microsoft Windows, OS X, iOS, Android                                           | Amanita Design       |
| 2017 | Attentat 1942                             | Phiêu lưu                   | Microsoft Windows, OS X                                                         | Charles University   |
| 2018 | Beat Saber                                | Nhịp điệu                   | Microsoft Windows, PlayStation 4                                                | Beat Games           |
| 2019 | Pilgrims                                  | Phiêu lưu đồ họa            | Amanita Design                                                                  |                      |
| 2020 | Creaks                                    | Phiêu lưu đồ họa            | Amanita Design                                                                  |                      |

### Giải thưởng D.I.C.E.
| Năm  | Trò chơi                                | Thể loại                   | Nền tảng                                                            | Nhà phát triển          |
| ---- | --------------------------------------- | -------------------------- | ------------------------------------------------------------------- | ----------------------- |
| 1997 | GoldenEye 007                           | Bắn súng góc nhìn thứ nhất | Nintendo 64                                                         | Rare                    |
| 1998 | The Legend of Zelda: Ocarina of Time    | Hành động phiêu lưu        | Nintendo 64                                                         | Nintendo EAD            |
| 1999 | The Sims                                | Mô phỏng cuộc sống         | Microsoft Windows, Mac OS                                           | Maxis                   |
| 2000 | Diablo II                               | Hành động nhập vai         | Microsoft Windows, Mac OS                                           | Blizzard North          |
| 2001 | Halo: Combat Evolved                    | Bắn súng góc nhìn thứ nhất | Xbox                                                                | Bungie                  |
| 2002 | Battlefield 1942                        | Bắn súng góc nhìn thứ nhất | Microsoft Windows                                                   | Digital Illusions CE    |
| 2003 | Call of Duty                            | Bắn súng góc nhìn thứ nhất | Microsoft Windows                                                   | Infinity Ward           |
| 2004 | Half-Life 2                             | Bắn súng góc nhìn thứ nhất | Microsoft Windows                                                   | Valve                   |
| 2005 | God of War                              | Hành động phiêu lưu        | PlayStation 2                                                       | SCE Santa Monica Studio |
| 2006 | Gears of War                            | Bắn súng góc nhìn thứ ba   | Xbox 360                                                            | Epic Games              |
| 2007 | Call of Duty 4: Modern Warfare          | Bắn súng góc nhìn thứ nhất | Microsoft Windows, PlayStation 3, Xbox 360                          | Infinity Ward           |
| 2008 | LittleBigPlanet                         | Platform giải đố           | PlayStation 3                                                       | Media Molecule          |
| 2009 | Uncharted 2: Among Thieves              | Hành động phiêu lưu        | PlayStation 3                                                       | Naughty Dog             |
| 2010 | Mass Effect 2                           | Hành động nhập vai         | Microsoft Windows, PlayStation 3, Xbox 360                          | BioWare                 |
| 2011 | The Elder Scrolls V: Skyrim             | Hành động nhập vai         | Microsoft Windows, PlayStation 3, Xbox 360                          | Bethesda Game Studios   |
| 2012 | Journey                                 | Phiêu lưu                  | PlayStation 3                                                       | Thatgamecompany         |
| 2013 | The Last of Us                          | Hành động phiêu lưu        | PlayStation 3                                                       | Naughty Dog             |
| 2014 | Dragon Age: Inquisition                 | Hành động nhập vai         | Microsoft Windows, PlayStation 3, PlayStation 4, Xbox 360, Xbox One | BioWare                 |
| 2015 | Fallout 4                               | Hành động nhập vai         | Microsoft Windows, PlayStation 4, Xbox One                          | Bethesda Game Studios   |
| 2016 | Overwatch                               | Bắn súng góc nhìn thứ nhất | Microsoft Windows, PlayStation 4, Xbox One                          | Blizzard Entertainment  |
| 2017 | The Legend of Zelda: Breath of the Wild | Hành động phiêu lưu        | Nintendo Switch, Wii U                                              | Nintendo EPD            |
| 2018 | God of War                              | Hành động phiêu lưu        | PlayStation 4                                                       | SIE Santa Monica Studio |
| 2019 | Untitled Goose Game                     | Giải đố–Lén lút            | Microsoft Windows, Nintendo Switch, PlayStation 4, Xbox One         | House House             |
| 2020 | Hades                                   | Hành động nhập vai         | Supergiant Games                                                    |                         |
| 2021 | It Takes Two                            | Hành động phiêu lưu        | Hazelight Studios                                                   |                         |
| 2022 | Elden Ring                              | Hành động nhập vai         | FromSoftware                                                        |                         |

### Electronic Gaming Awards (trước đây là Arcade Awards)
Arcade Awards, còn được gọi là Arkie Awards, là một trong những giải thưởng trò chơi điện tử đầu tiên, có từ thời kỳ hoàng kim của trò chơi điện tử arcade và kéo dài cho đến sự cố trò chơi điện tử năm 1983. Nó được tổ chức từ năm 1980 (dành cho các trò chơi được phát hành vào năm 1979 trở về trước) và được tạp chí Electronic Games công bố hàng năm kể từ năm 1981, bao gồm một số danh mục nền tảng. Sau sự hồi sinh của tạp chí vào năm 1992, nó đã công bố Giải thưởng Trò chơi Điện tử vào tháng 1 năm 1993 cho các trò chơi điện tử hay nhất được phát hành vào năm 1992. Giải thưởng năm 1992 và 1993 do độc giả bình chọn.
| Năm  | Arcade            | Máy độc lập       | Console                                   | PC                     |
| ---- | ----------------- | ----------------- | ----------------------------------------- | ---------------------- |
| 1979 | Space Invaders    | Space Invaders    | Space Invaders                            | Space Invaders         |
| 1980 | Asteroids         | Asteroids         | Superman                                  | Superman               |
| 1981 | Pac-Man           | Pac-Man           | Asteroids                                 | Star Raiders           |
| 1982 | Tron              | Galaxian          | Demon Attack                              | David's Midnight Magic |
| 1983 | Pole Position     | Q*bert            | Under 16K: Ms. Pac-Man Over 16K: Lady Bug | Lode Runner            |
| 1984 | Star Wars         | Zaxxon            | Space Shuttle                             | Ultima III: Exodus     |
| 1992 | Street Fighter II | Street Fighter II |                                           |                        |
| 1993 | Disney's Aladdin  | Disney's Aladdin  | Disney's Aladdin                          | Disney's Aladdin       |

### The Game Awards
Nhà sản xuất và chủ trì giải Spike Video Game Awards là Geoff Keighley đã tạo ra The Game Awards vào năm 2014. Những trò chơi chiến thắng được xác định bằng một cuộc bỏ phiếu hỗn hợp gồm ban giám khảo (90%) và bình chọn công khai của người hâm mộ (10%); ban giám khảo gồm các thành viên từ 96 cơ quan truyền thông toàn cầu.
| Năm  | Trò chơi                                | Thể loại                   | Nền tảng                                                            | Nhà phát triển          |
| ---- | --------------------------------------- | -------------------------- | ------------------------------------------------------------------- | ----------------------- |
| 2003 | Madden NFL 2004                         | Thể thao                   | GameCube, Microsoft Windows, PlayStation, PlayStation 2, Xbox       | EA Tiburon              |
| 2004 | Grand Theft Auto: San Andreas           | Hành động phiêu lưu        | PlayStation 2                                                       | Rockstar North          |
| 2005 | Resident Evil 4                         | Kinh dị sinh tồn           | GameCube, PlayStation 2                                             | Capcom                  |
| 2006 | The Elder Scrolls IV: Oblivion          | Hành động nhập vai         | Microsoft Windows, Xbox 360                                         | Bethesda Game Studios   |
| 2007 | BioShock                                | Bắn súng góc nhìn thứ nhất | Microsoft Windows, Xbox 360                                         | Irrational Games        |
| 2008 | Grand Theft Auto IV                     | Hành động phiêu lưu        | Microsoft Windows, PlayStation 3, Xbox 360                          | Rockstar North          |
| 2009 | Uncharted 2: Among Thieves              | Hành động phiêu lưu        | PlayStation 3                                                       | Naughty Dog             |
| 2010 | Red Dead Redemption                     | Hành động phiêu lưu        | PlayStation 3, Xbox 360                                             | Rockstar San Diego      |
| 2011 | The Elder Scrolls V: Skyrim             | Hành động nhập vai         | Microsoft Windows, PlayStation 3, Xbox 360                          | Bethesda Game Studios   |
| 2012 | The Walking Dead                        | Graphic adventure          | iOS, Microsoft Windows, OS X, PlayStation 3, Xbox 360               | Telltale Games          |
| 2013 | Grand Theft Auto V                      | Hành động phiêu lưu        | PlayStation 3, Xbox 360                                             | Rockstar North          |
| 2014 | Dragon Age: Inquisition                 | Hành động nhập vai         | Microsoft Windows, PlayStation 3, PlayStation 4, Xbox 360, Xbox One | BioWare                 |
| 2015 | The Witcher 3: Wild Hunt                | Hành động nhập vai         | Microsoft Windows, PlayStation 4, Xbox One                          | CD Projekt Red          |
| 2016 | Overwatch                               | Bắn súng góc nhìn thứ nhất | Microsoft Windows, PlayStation 4, Xbox One                          | Blizzard Entertainment  |
| 2017 | The Legend of Zelda: Breath of the Wild | Hành động phiêu lưu        | Nintendo Switch, Wii U                                              | Nintendo EPD            |
| 2018 | God of War                              | Hành động phiêu lưu        | PlayStation 4                                                       | SIE Santa Monica Studio |
| 2019 | Sekiro: Shadows Die Twice               | Hành động phiêu lưu        | Microsoft Windows, PlayStation 4, Xbox One                          | FromSoftware            |
| 2020 | The Last of Us Part II                  | Hành động phiêu lưu        | PlayStation 4                                                       | Naughty Dog             |
| 2021 | It Takes Two                            | Hành động phiêu lưu        |                                                                     | Hazelight Studios       |
| 2022 | Elden Ring                              | Hành động nhập vai         |                                                                     | FromSoftware            |
| 2023 | Baldur's Gate 3                         | Nhập vai                   |                                                                     | Larian Studios          |
| 2024 | Astro Bot                               | Hành động phiêu lưu        | PlayStation 5                                                       | Team ASOBI              |

### Game Developers Choice Awards
Giải thưởng bình chọn của nhà phát triển trò chơi cho Trò chơi của năm được công bố trong Giải thưởng bình chọn của nhà phát triển trò chơi tại Hội nghị nhà phát triển trò chơi (GDC), sự kiện tụ họp hàng năm lớn nhất của các nhà phát triển trò chơi điện tử chuyên nghiệp.

### Golden Joystick Awards
Golden Joystick Awards là lễ trao giải trò chơi lâu đời thứ hai và là giải thưởng trò chơi điện tử tồn tại lâu nhất. Lễ khánh thành diễn ra vào năm 1984 tại Quảng trường Berkeley của London.
| Năm     | Trò chơi                                | Thể loại                   | Nền tảng                                                                         | Nhà phát triển        |
| ------- | --------------------------------------- | -------------------------- | -------------------------------------------------------------------------------- | --------------------- |
| 1983    | Jetpac                                  | Bắn súng                   | Commodore VIC-20, ZX Spectrum                                                    | Ultimate              |
| 1984    | Knight Lore                             | Hành động phiêu lưu        | ZX Spectrum                                                                      | Ultimate              |
| 1985    | Way of the Exploding Fist               | Đối kháng                  | Commodore 64                                                                     | Beam Software         |
| 1986    | Gauntlet                                | Hack & Slash               | Arcade                                                                           | Atari Games           |
| 1987/88 | Out Run                                 | Đua xe                     | Arcade, Sega Master System                                                       | Sega AM2              |
| 1988/89 | 8-Bit: Operation Wolf                   | Shooting gallery           | Arcade, NES                                                                      | Taito                 |
| 1988/89 | 16-Bit: Speedball                       | Thể thao                   | Amiga, Atari ST, Commodore 64, Sega Master System                                | Bitmap Brothers       |
| 1989/90 | 8-Bit: The Untouchables                 | Bắn súng                   | Amiga, Amstrad CPC, Commodore 64, ZX Spectrum                                    | Ocean Software        |
| 1989/90 | 16-Bit: Kick Off                        | Thể thao                   | Amiga, Amstrad CPC, Atari ST, ZX Spectrum                                        | Dino Dini             |
| 1990/91 | 8-Bit: Rick Dangerous 2                 | Platform                   | Amiga, Amstrad CPC, Atari ST, ZX Spectrum                                        | Core Design           |
| 1990/91 | 16-Bit: Kick Off 2                      | Thể thao                   | Amiga, Amstrad CPC, Atari ST, ZX Spectrum                                        | Dino Dini             |
| 1991/92 | Sonic the Hedgehog                      | Platform                   | Sega Master System, Sega Game Gear                                               | Ancient               |
| 1992/93 | Street Fighter II                       | Đối kháng                  | Amiga, Arcade, Atari ST, Commodore 64, Sega Genesis, SNES                        | Capcom                |
| 1996/97 | Super Mario 64                          | Platform                   | Nintendo 64                                                                      | Nintendo EAD          |
| 2002    | Grand Theft Auto III                    | Hành động phiêu lưu        | PlayStation 2                                                                    | DMA Design            |
| 2003    | Grand Theft Auto: Vice City             | Hành động phiêu lưu        | PlayStation 2                                                                    | Rockstar North        |
| 2004    | Doom 3                                  | Bắn súng góc nhìn thứ nhất | Linux, Microsoft Windows                                                         | id Software           |
| 2005    | Grand Theft Auto: San Andreas           | Hành động phiêu lưu        | PlayStation 2                                                                    | Rockstar North        |
| 2006    | The Elder Scrolls IV: Oblivion          | Hành động nhập vai         | Microsoft Windows, Xbox 360                                                      | Bethesda Game Studios |
| 2007    | Gears of War                            | Bắn súng góc nhìn thứ ba   | Xbox 360                                                                         | Epic Games            |
| 2008    | Call of Duty 4: Modern Warfare          | Bắn súng góc nhìn thứ nhất | Microsoft Windows, PlayStation 3, Xbox 360                                       | Infinity Ward         |
| 2009    | Fallout 3                               | Hành động nhập vai         | Microsoft Windows, PlayStation 3, Xbox 360                                       | Bethesda Game Studios |
| 2010    | Mass Effect 2                           | Hành động nhập vai         | Microsoft Windows, PlayStation 3, Xbox 360                                       | BioWare               |
| 2011    | Portal 2                                | Platform giải đố           | Microsoft Windows, OS X, PlayStation 3, Xbox 360                                 | Valve                 |
| 2012    | The Elder Scrolls V: Skyrim             | Hành động nhập vai         | Microsoft Windows, PlayStation 3, Xbox 360                                       | Bethesda Game Studios |
| 2013    | Grand Theft Auto V                      | Hành động phiêu lưu        | PlayStation 3, Xbox 360                                                          | Rockstar North        |
| 2014    | Dark Souls II                           | Hành động nhập vai         | Microsoft Windows, PlayStation 3, Xbox 360                                       | FromSoftware          |
| 2015    | The Witcher 3: Wild Hunt                | Hành động nhập vai         | Microsoft Windows, PlayStation 4, Xbox One                                       | CD Projekt Red        |
| 2016    | Dark Souls III                          | Hành động nhập vai         | Microsoft Windows, PlayStation 4, Xbox One                                       | FromSoftware          |
| 2017    | The Legend of Zelda: Breath of the Wild | Hành động phiêu lưu        | Nintendo Switch, Wii U                                                           | Nintendo EPD          |
| 2018    | Fortnite Battle Royale                  | Battle royale              | Microsoft Windows, macOS, PlayStation 4, Xbox One, Nintendo Switch, iOS, Android | Epic Games            |
| 2019    | Resident Evil 2                         | Kinh dị sinh tồn           | Microsoft Windows, PlayStation 4, Xbox One                                       | Capcom                |
| 2020    | The Last of Us Part II                  | Hành động phiêu lưu        | PlayStation 4                                                                    | Naughty Dog           |
| 2021    | Resident Evil Village                   | Kinh dị sinh tồn           | Capcom                                                                           |                       |
| 2022    | Elden Ring                              | Hành động phiêu lưu        | FromSoftware                                                                     |                       |
| 2023    | Baldur's Gate 3                         | Nhập vai                   | Larian Studios                                                                   |                       |

### Japan Game Awards (trước đây là CESA Awards)
Những người chiến thắng Giải thưởng lớn hàng năm được trao bởi Giải thưởng trò chơi Nhật Bản, trước đây được gọi là Giải thưởng CESA, kể từ năm 1996. Có một số năm, hai trò chơi chia sẻ Giải thưởng lớn.
| Năm    | Trò chơi                                  | Thể loại                 | Nền tảng                         | Nhà phát triển                  |
| ------ | ----------------------------------------- | ------------------------ | -------------------------------- | ------------------------------- |
| 1996   | Sakura Wars                               | Nhập vai chiến thuật     | Sega Saturn                      | Overworks                       |
| 1997   | Final Fantasy VII                         | Nhập vai                 | PlayStation                      | Square                          |
| 1998   | The Legend of Zelda: Ocarina of Time      | Hành động phiêu lưu      | Nintendo 64                      | Nintendo EAD                    |
| 1999   | Doko Demo Issyo                           | Chiến thuật              | PlayStation                      | Sony Computer Entertainment     |
| 1999   | Final Fantasy VIII                        | Nhập vai                 | PlayStation                      | Square                          |
| 2000   | Phantasy Star Online                      | Hành động nhập vai       | Dreamcast                        | Sonic Team                      |
| 2001/2 | Final Fantasy X                           | Nhập vai                 | PlayStation 2                    | Square                          |
| 2003   | Final Fantasy XI                          | MMORPG                   | PlayStation 2, Microsoft Windows | Square                          |
| 2003   | Taiko no Tatsujin                         | Nhịp điệu                | PlayStation 2                    | Namco                           |
| 2004   | Monster Hunter                            | Hành động nhập vai       | PlayStation 2                    | Capcom                          |
| 2005   | Dragon Quest VIII                         | Nhập vai                 | PlayStation 2                    | Level-5                         |
| 2006   | Final Fantasy XII                         | Nhập vai                 | PlayStation 2                    | Square Enix                     |
| 2006   | Dr. Kawashima's Brain Training            | Giải đố                  | Nintendo DS                      | Nintendo SDD                    |
| 2007   | Wii Sports                                | Thể thao                 | Wii                              | Nintendo EAD                    |
| 2007   | Monster Hunter Portable 2nd               | Hành động nhập vai       | PlayStation Portable             | Capcom                          |
| 2008   | Wii Fit                                   | Vận động                 | Wii                              | Nintendo EAD                    |
| 2008   | Monster Hunter Portable 2nd G             | Hành động nhập vai       | PlayStation Portable             | Capcom                          |
| 2009   | Metal Gear Solid 4: Guns of the Patriots  | Hành động phiêu lưu      | PlayStation 3                    | Kojima Productions              |
| 2009   | Mario Kart Wii                            | Đua xe                   | Wii                              | Nintendo EAD                    |
| 2010   | New Super Mario Bros. Wii                 | Platform                 | Wii                              | Nintendo EAD                    |
| 2011   | Monster Hunter Portable 3rd               | Hành động nhập vai       | PlayStation Portable             | Capcom                          |
| 2012   | Gravity Rush                              | Hành động phiêu lưu      | PlayStation Vita                 | Project Siren                   |
| 2012   | JoJo's Bizarre Adventure: All Star Battle | Đối kháng                | PlayStation 3                    | CyberConnect2                   |
| 2013   | Animal Crossing: New Leaf                 | Mô phỏng xã hội          | Nintendo 3DS                     | Nintendo EAD                    |
| 2014   | Monster Hunter 4                          | Hành động nhập vai       | Nintendo 3DS                     | Capcom                          |
| 2014   | Yo-kai Watch                              | Nhập vai                 | Nintendo 3DS                     | Level-5                         |
| 2015   | Yo-kai Watch 2                            | Nhập vai                 | Nintendo 3DS                     | Level-5                         |
| 2016   | Splatoon                                  | Bắn súng góc nhìn thứ ba | Wii U                            | Nintendo EAD                    |
| 2017   | The Legend of Zelda: Breath of the Wild   | Hành động phiêu lưu      | Nintendo Switch, Wii U           | Nintendo EPD                    |
| 2018   | Monster Hunter: World                     | Hành động nhập vai       | PlayStation 4, Xbox One          | Capcom                          |
| 2019   | Super Smash Bros. Ultimate                | Đối kháng                | Nintendo Switch                  | Bandai Namco Studios, Sora Ltd. |
| 2020   | Animal Crossing: New Horizons             | Mô phỏng xã hội          | Nintendo Switch                  | Nintendo EPD                    |
| 2021   | Ghost of Tsushima                         | Hành động phiêu lưu      | Sucker Punch Productions         |                                 |
| 2021   | Monster Hunter Rise                       | Hành động nhập vai       | Capcom                           |                                 |
| 2022   | Elden Ring                                | Hành động nhập vai       | FromSoftware                     |                                 |

### NAVGTR Awards
| Năm  | Trò chơi                            | Thể loại                   | Nền tảng                                                            | Nhà phát triển          |
| ---- | ----------------------------------- | -------------------------- | ------------------------------------------------------------------- | ----------------------- |
| 2001 | Grand Theft Auto III                | Hành động phiêu lưu        | PlayStation 2                                                       | DMA Design              |
| 2002 | Grand Theft Auto: Vice City         | Hành động phiêu lưu        | PlayStation 2                                                       | Rockstar North          |
| 2003 | Prince of Persia: The Sands of Time | Hành động phiêu lưu        | Game Boy Advance, PlayStation 2, GameCube, Xbox, Microsoft Windows  | Ubisoft Montreal        |
| 2004 | Half-Life 2                         | Bắn súng góc nhìn thứ nhất | Microsoft Windows                                                   | Valve                   |
| 2005 | Shadow of the Colossus              | Hành động phiêu lưu        | PlayStation 2                                                       | Team Ico                |
| 2006 | Ōkami                               | Hành động phiêu lưu        | PlayStation 2 Wii                                                   | Clover Studio           |
| 2007 | BioShock                            | Bắn súng góc nhìn thứ nhất | Microsoft Windows, Xbox 360                                         | Irrational Games        |
| 2008 | LittleBigPlanet                     | Platform giải đố           | PlayStation 3                                                       | Media Molecule          |
| 2009 | Batman: Arkham Asylum               | Hành động phiêu lưu        | Microsoft Windows, PlayStation 3, Xbox 360                          | Rocksteady Studios      |
| 2010 | Red Dead Redemption                 | Hành động phiêu lưu        | PlayStation 3, Xbox 360                                             | Rockstar San Diego      |
| 2011 | Minecraft                           | Sandbox                    | Microsoft Windows, OS X, Linux, Android, IOS                        | Mojang                  |
| 2012 | Journey                             | Phiêu lưu                  | PlayStation 3                                                       | Thatgamecompany         |
| 2013 | The Last of Us                      | Hành động phiêu lưu        | PlayStation 3                                                       | Naughty Dog             |
| 2014 | Dragon Age: Inquisition             | Hành động nhập vai         | Microsoft Windows, PlayStation 3, PlayStation 4, Xbox 360, Xbox One | BioWare                 |
| 2015 | The Witcher 3: Wild Hunt            | Hành động nhập vai         | Microsoft Windows, PlayStation 4, Xbox One                          | CD Projekt Red          |
| 2016 | Overwatch                           | Bắn súng góc nhìn thứ nhất | Microsoft Windows, PlayStation 4, Xbox One                          | Blizzard Entertainment  |
| 2017 | Super Mario Odyssey                 | Platform                   | Nintendo Switch                                                     | Nintendo EAD            |
| 2018 | God of War                          | Hành động phiêu lưu        | PlayStation 4                                                       | SIE Santa Monica Studio |
| 2019 | Sekiro: Shadows Die Twice           | Hành động phiêu lưu        | Microsoft Windows, PlayStation 4, Xbox One                          | FromSoftware            |

### SXSW Gaming Awards
Những trò chơi chiến thắng SXSW Gaming Awards, bắt đầu từ năm 2014, được đánh giá bởi Ban cố vấn SXSW Gaming, bao gồm hơn 40 chuyên gia thành thạo trong ngành.
| Năm  | Trò chơi                                | Thể loại            | Nền tảng                                                            | Nhà phát triển          |
| ---- | --------------------------------------- | ------------------- | ------------------------------------------------------------------- | ----------------------- |
| 2013 | The Last of Us                          | Hành động phiêu lưu | PlayStation 3                                                       | Naughty Dog             |
| 2014 | Dragon Age: Inquisition                 | Hành động nhập vai  | Microsoft Windows, PlayStation 3, PlayStation 4, Xbox 360, Xbox One | BioWare                 |
| 2015 | The Witcher 3: Wild Hunt                | Hành động nhập vai  | Microsoft Windows, PlayStation 4, Xbox One                          | CD Projekt Red          |
| 2016 | Uncharted 4: A Thief's End              | Hành động phiêu lưu | PlayStation 4                                                       | Naughty Dog             |
| 2017 | The Legend of Zelda: Breath of the Wild | Hành động phiêu lưu | Nintendo Switch, Wii U                                              | Nintendo EPD            |
| 2018 | God of War                              | Hành động phiêu lưu | PlayStation 4                                                       | SIE Santa Monica Studio |
| 2019 | Sekiro: Shadows Die Twice               | Hành động phiêu lưu | Microsoft Windows, PlayStation 4, Xbox One                          | FromSoftware            |

### VSDA Awards
Giải thưởng VSDA của Hiệp hội các nhà kinh doanh phần mềm trò chơi điện tử cho những trò chơi giải trí tại gia đã trao giải thưởng cho trò chơi điện tử hay nhất của năm cho đến năm 2001.
| Năm  | Trò chơi                                  | Thể loại                   | Nền tảng                                                  | Nhà phát triển |
| ---- | ----------------------------------------- | -------------------------- | --------------------------------------------------------- | -------------- |
| 1983 | Pac-Man                                   | Mê cung                    | Arcade, Atari 2600                                        | Namco          |
| 1994 | NBA Jam                                   | Thể thao                   | Arcade, Game Gear, Sega Genesis, SNES, Game Boy, Sega CD  | Midway Games   |
| 1995 | Donkey Kong Country                       | Platform                   | SNES                                                      | Rare           |
| 1996 | Donkey Kong Country 2: Diddy's Kong Quest | Platform                   | SNES                                                      | Rare           |
| 1998 | GoldenEye 007                             | Bắn súng góc nhìn thứ nhất | Nintendo 64                                               | Rare           |
| 1999 | The Legend of Zelda: Ocarina of Time      | Hành động phiêu lưu        | Nintendo 64                                               | Nintendo EAD   |
| 2000 | Pokémon Stadium                           | Chiến thuật                | Nintendo 64                                               | Nintendo EAD   |
| 2001 | Tony Hawk's Pro Skater 2                  | Thể thao                   | PlayStation, Microsoft Windows, Game Boy Color, Dreamcast | Neversoft      |

## Báo chí và truyền thông

### Ars Technica
Bắt đầu từ năm 2012, các biên tập viên của  Ars Technica "đã xuất bản 20 trò chơi hàng đầu của họ cho mỗi năm.
| Năm  | Trò chơi                | Thể loại                   | Nhà phát triển         |
| ---- | ----------------------- | -------------------------- | ---------------------- |
| 2012 | Dishonored              | Hành động phiêu lưu        | Arkane Studios         |
| 2013 | Papers, Please          | Giải đố                    | 3909 LLC               |
| 2014 | Dragon Age: Inquisition | Hành động nhập vai         | BioWare                |
| 2015 | Rocket League           | Thể thao                   | Psyonix                |
| 2016 | Overwatch               | Bắn súng góc nhìn thứ nhất | Blizzard Entertainment |
| 2017 | Super Mario Odyssey     | Platform                   | Nintendo EPD           |
| 2018 | Celeste                 | Platform                   | Matt Makes Games       |
| 2019 | Control                 | Hành động phiêu lưu        | Remedy Entertainment   |
| 2020 | Hades                   | Nhập vai hành động         | Supergiant Games       |
| 2021 | Psychonauts 2           | Platform                   | Double Fine            |
| 2022 | Elden Ring              | Nhập vai hành động         | FromSoftware           |
| 2023 | Baldur's Gate 3         | Nhập vai                   | Larian Studios         |

### Destructoid
| Năm  | Trò chơi                                | Thể loại                   | Nền tảng                                   | Nhà phát triển          |
| ---- | --------------------------------------- | -------------------------- | ------------------------------------------ | ----------------------- |
| 2007 | BioShock                                | Bắn súng góc nhìn thứ nhất | Microsoft Windows, Xbox 360                | Irrational Games        |
| 2008 | Left 4 Dead                             | Bắn súng góc nhìn thứ nhất | Microsoft Windows, Xbox 360                | Valve                   |
| 2009 | Uncharted 2: Among Thieves              | Hành động phiêu lưu        | PlayStation 3                              | Naughty Dog             |
| 2010 | Super Mario Galaxy 2                    | Platform                   | Wii                                        | Nintendo EAD            |
| 2011 | Portal 2                                | Platform giải đố           | Microsoft Windows, PlayStation 3, Xbox 360 | Valve                   |
| 2012 | The Walking Dead                        | Graphic adventure          | Microsoft Windows, PlayStation 3, Xbox 360 | Telltale Games          |
| 2013 | The Last of Us                          | Hành động phiêu lưu        | PlayStation 3                              | Naughty Dog             |
| 2014 | Bayonetta 2                             | Hack 'n' slash             | Wii U                                      | PlatinumGames           |
| 2015 | Bloodborne                              | Hành động nhập vai         | PlayStation 4                              | FromSoftware            |
| 2016 | Overwatch                               | Bắn súng góc nhìn thứ nhất | Microsoft Windows, PlayStation 4, Xbox One | Blizzard Entertainment  |
| 2017 | The Legend of Zelda: Breath of the Wild | Hành động phiêu lưu        | Nintendo Switch, Wii U                     | Nintendo EPD            |
| 2018 | God of War                              | Hành động phiêu lưu        | PlayStation 4                              | SIE Santa Monica Studio |
| 2019 | The Outer Worlds                        | Hành động nhập vai         | Microsoft Windows, PlayStation 4, Xbox One | Obsidian Entertainment  |
| 2020 | Hades                                   | Nhập vai hành động         | Microsoft Windows, macOS, Nintendo Switch  | Supergiant Games        |

### Easy Allies(trước đây là GameTrailers)
Trò chơi chiến thắng trong Trò chơi Easy Allies của năm được chọn bởi nhân viên (trước đây là biên tập viên của  GameTrailers ).
| Năm  | Trò chơi                                | Thể loại                            | Nền tảng                                   | Nhà phát triển          |
| ---- | --------------------------------------- | ----------------------------------- | ------------------------------------------ | ----------------------- |
| 2005 | Resident Evil 4                         | Kinh dị sinh tồn                    | GameCube, PlayStation 2                    | Capcom                  |
| 2006 | The Legend of Zelda: Twilight Princess  | Hành động phiêu lưu                 | GameCube, Wii                              | Nintendo EAD            |
| 2007 | Super Mario Galaxy                      | Platform                            | Wii                                        | Nintendo EAD            |
| 2008 | Grand Theft Auto IV                     | Hành động phiêu lưu                 | Microsoft Windows, PlayStation 3, Xbox 360 | Rockstar North          |
| 2009 | Call of Duty: Modern Warfare 2          | Bắn súng góc nhìn thứ nhất          | Microsoft Windows, PlayStation 3, Xbox 360 | Infinity Ward           |
| 2010 | Mass Effect 2                           | Hành động nhập vai                  | Microsoft Windows, PlayStation 3, Xbox 360 | BioWare                 |
| 2011 | Uncharted 3: Drake's Deception          | Hành động phiêu lưu                 | PlayStation 3                              | Naughty Dog             |
| 2012 | XCOM: Enemy Unknown                     | Chiến thuật theo lượt               | Microsoft Windows, PlayStation 3, Xbox 360 | Firaxis Games           |
| 2013 | The Last of Us                          | Hành động phiêu lưu                 | PlayStation 3                              | Naughty Dog             |
| 2014 | Hearthstone: Heroes of Warcraft         | Thẻ bài                             | Android, iOS, Microsoft Windows, OS X      | Blizzard Entertainment  |
| 2015 | Bloodborne                              | Hành động nhập vai                  | PlayStation 4                              | FromSoftware            |
| 2016 | The Last Guardian                       | Hành động phiêu lưu                 | PlayStation 4                              | SIE Japan Studio        |
| 2017 | The Legend of Zelda: Breath of the Wild | Hành động phiêu lưu                 | Nintendo Switch, Wii U                     | Nintendo EPD            |
| 2018 | God of War                              | Hành động phiêu lưu                 | PlayStation 4                              | SIE Santa Monica Studio |
| 2019 | Sekiro: Shadows Die Twice               | Hành động phiêu lưu                 | Microsoft Windows, PlayStation 4, Xbox One | FromSoftware            |
| 2020 | Half-Life: Alyx                         | Trò chơi bắn súng góc nhìn thứ nhất | Valve                                      |                         |

### Edge
Trò chơi chiến thắng của Edge Trò chơi của năm được chọn bởi các biên tập viên.
| Năm  | Trò chơi                                | Thể loại                   | Nền tảng                                   | Nhà phát triển   |
| ---- | --------------------------------------- | -------------------------- | ------------------------------------------ | ---------------- |
| 1998 | The Legend of Zelda: Ocarina of Time    | Hành động phiêu lưu        | Nintendo 64                                | Nintendo EAD     |
| 2002 | Metroid Prime                           | Hành động phiêu lưu        | GameCube                                   | Retro Studios    |
| 2004 | Half-Life 2                             | Bắn súng góc nhìn thứ nhất | Microsoft Windows                          | Valve            |
| 2005 | Resident Evil 4                         | Kinh dị sinh tồn           | GameCube, PlayStation 2                    | Capcom           |
| 2006 | Final Fantasy XII                       | Nhập vai                   | PlayStation 2                              | Square Enix      |
| 2007 | Super Mario Galaxy                      | Platform                   | Wii                                        | Nintendo EAD     |
| 2008 | Grand Theft Auto IV                     | Hành động phiêu lưu        | Microsoft Windows, PlayStation 3, Xbox 360 | Rockstar North   |
| 2009 | Borderlands                             | Hành động nhập vai         | Microsoft Windows, PlayStation 3, Xbox 360 | Gearbox Software |
| 2010 | Super Mario Galaxy 2                    | Platform                   | Wii                                        | Nintendo EAD     |
| 2011 | The Legend of Zelda: Skyward Sword      | Hành động phiêu lưu        | Wii                                        | Nintendo EAD     |
| 2012 | Dishonored                              | Hành động phiêu lưu        | Microsoft Windows, PlayStation 3, Xbox 360 | Arkane Studios   |
| 2013 | Grand Theft Auto V                      | Hành động phiêu lưu        | PlayStation 3, Xbox 360                    | Rockstar North   |
| 2014 | Bayonetta 2                             | Hành động                  | Wii U                                      | PlatinumGames    |
| 2015 | Bloodborne                              | Hành động nhập vai         | PlayStation 4                              | FromSoftware     |
| 2016 | The Last Guardian                       | Hành động phiêu lưu        | PlayStation 4                              | SIE Japan Studio |
| 2017 | The Legend of Zelda: Breath of the Wild | Hành động phiêu lưu        | Nintendo Switch, Wii U                     | Nintendo EPD     |
| 2018 | Red Dead Redemption 2                   | Hành động phiêu lưu        | PlayStation 4, Xbox One                    | Rockstar Studios |
| 2019 | Outer Wilds                             | Hành động phiêu lưu        | Microsoft Windows, PlayStation 4, Xbox One | Mobius Digital   |

### Electronic Gaming Monthly
Người chiến thắng Trò chơi của năm Electronic Gaming Monthly được chọn bởi các biên tập viên.
| Năm  | Trò chơi                                | Thể loại                   | Nền tảng                                                            | Nhà phát triển         |
| ---- | --------------------------------------- | -------------------------- | ------------------------------------------------------------------- | ---------------------- |
| 1988 | Double Dragon                           | Beat 'em up                | Arcade, NES, SMS                                                    | Technōs Japan          |
| 1989 | Ghouls 'n Ghosts                        | Platform                   | Arcade, Sega Genesis                                                | Capcom                 |
| 1990 | Strider                                 | Platform                   | Arcade, Sega Genesis                                                | Capcom                 |
| 1991 | Sonic the Hedgehog                      | Platform                   | Sega Genesis                                                        | Sonic Team             |
| 1992 | Street Fighter II: The World Warrior    | Đối kháng                  | Arcade, SNES                                                        | Capcom                 |
| 1993 | Samurai Shodown                         | Đối kháng                  | Arcade, Neo-Geo                                                     | SNK                    |
| 1994 | Donkey Kong Country                     | Platform                   | SNES                                                                | Rare                   |
| 1995 | Twisted Metal                           | Vehicular combat           | PlayStation                                                         | SingleTrac             |
| 1996 | Super Mario 64                          | Platform                   | Nintendo 64                                                         | Nintendo EAD           |
| 1997 | GoldenEye 007                           | Bắn súng góc nhìn thứ nhất | Nintendo 64                                                         | Rare                   |
| 1998 | The Legend of Zelda: Ocarina of Time    | Hành động phiêu lưu        | Nintendo 64                                                         | Nintendo EAD           |
| 1999 | Soul Calibur                            | Đối kháng                  | Sega Dreamcast                                                      | Namco                  |
| 2000 | Tony Hawk's Pro Skater 2                | Thể thao                   | PlayStation, Nintendo 64, Game Boy Color, Dreamcast                 | Neversoft              |
| 2001 | Halo: Combat Evolved                    | Bắn súng góc nhìn thứ nhất | Xbox                                                                | Bungie                 |
| 2002 | Metroid Prime                           | Hành động phiêu lưu        | GameCube                                                            | Retro Studios          |
| 2003 | Prince of Persia: The Sands of Time     | Hành động phiêu lưu        | Game Boy Advance, PlayStation 2, GameCube, Xbox, Microsoft Windows  | Ubisoft Montreal       |
| 2004 | Halo 2                                  | Bắn súng góc nhìn thứ nhất | Xbox                                                                | Bungie                 |
| 2005 | Resident Evil 4                         | Kinh dị sinh tồn           | GameCube, PlayStation 2                                             | Capcom                 |
| 2006 | The Legend of Zelda: Twilight Princess  | Hành động phiêu lưu        | GameCube, Wii                                                       | Nintendo EAD           |
| 2007 | BioShock                                | Bắn súng góc nhìn thứ nhất | Microsoft Windows, Xbox 360                                         | Irrational Games       |
| 2008 | Grand Theft Auto IV                     | Hành động phiêu lưu        | Microsoft Windows, PlayStation 3, Xbox 360                          | Rockstar North         |
| 2009 | Uncharted 2: Among Thieves              | Hành động phiêu lưu        | PlayStation 3                                                       | Naughty Dog            |
| 2010 | Red Dead Redemption                     | Hành động phiêu lưu        | PlayStation 3, Xbox 360                                             | Rockstar San Diego     |
| 2011 | The Elder Scrolls V: Skyrim             | Hành động nhập vai         | Microsoft Windows, PlayStation 3, Xbox 360                          | Bethesda Game Studios  |
| 2012 | Far Cry 3                               | Bắn súng góc nhìn thứ nhất | Microsoft Windows, PlayStation 3, Xbox 360                          | Ubisoft Montreal       |
| 2013 | BioShock Infinite                       | Bắn súng góc nhìn thứ nhất | Microsoft Windows, PlayStation 3, Xbox 360                          | Irrational Games       |
| 2014 | Dragon Age: Inquisition                 | Hành động nhập vai         | Microsoft Windows, PlayStation 3, PlayStation 4, Xbox 360, Xbox One | BioWare                |
| 2015 | The Witcher 3: Wild Hunt                | Hành động nhập vai         | Microsoft Windows, PlayStation 4, Xbox One                          | CD Projekt Red         |
| 2016 | Overwatch                               | Bắn súng góc nhìn thứ nhất | Microsoft Windows, PlayStation 4, Xbox One                          | Blizzard Entertainment |
| 2017 | The Legend of Zelda: Breath of the Wild | Hành động phiêu lưu        | Nintendo Switch, Wii U                                              | Nintendo EPD           |
| 2018 | Red Dead Redemption 2                   | Hành động phiêu lưu        | PlayStation 4, Xbox One                                             | Rockstar Studios       |
| 2019 | Control                                 | Hành động phiêu lưu        | Microsoft Windows, PlayStation 4, Xbox One                          | Remedy Entertainment   |
| 2020 | The Last of Us Part II                  | Hành động phiêu lưu        | Naughty Dog                                                         |                        |

### Empire
Người chiến thắng của  Empire  Trò chơi của năm do biên tập viên của tạp chí bình chọn.
| Năm  | Trò chơi                   | Thể loại            | Nền tảng                                   | Nhà phát triển          |
| ---- | -------------------------- | ------------------- | ------------------------------------------ | ----------------------- |
| 2014 | Dark Souls II              | Hành động nhập vai  | Microsoft Windows, PlayStation 3, Xbox 360 | FromSoftware            |
| 2015 | Bloodborne                 | Hành động nhập vai  | PlayStation 4                              | FromSoftware            |
| 2016 | Uncharted 4: A Thief's End | Hành động phiêu lưu | PlayStation 4                              | Naughty Dog             |
| 2017 | Super Mario Odyssey        | Platform            | Nintendo Switch                            | Nintendo EAD            |
| 2018 | God of War                 | Hành động phiêu lưu | PlayStation 4                              | SIE Santa Monica Studio |
| 2019 | Resident Evil 2            | Hành động phiêu lưu | Microsoft Windows, PlayStation 4, Xbox One | Capcom                  |

### Entertainment Weekly
Những người chiến thắng trong  Entertainment Weekly  Trò chơi của năm do các biên tập viên của tạp chí chọn.
| Năm  | Trò chơi                                | Thể loại                   | Nền tảng                                                            | Nhà phát triển          |
| ---- | --------------------------------------- | -------------------------- | ------------------------------------------------------------------- | ----------------------- |
| 2007 | BioShock                                | Bắn súng góc nhìn thứ nhất | Microsoft Windows, Xbox 360                                         | Irrational Games        |
| 2008 | Wii Fit                                 | Fitness game               | Wii                                                                 | Nintendo EAD            |
| 2010 | Red Dead Redemption                     | Hành động phiêu lưu        | PlayStation 3, Xbox 360                                             | Rockstar San Diego      |
| 2012 | Journey                                 | Phiêu lưu                  | PlayStation 3                                                       | Thatgamecompany         |
| 2013 | BioShock Infinite                       | Bắn súng góc nhìn thứ nhất | Microsoft Windows, PlayStation 3, Xbox 360                          | Irrational Games        |
| 2015 | Metal Gear Solid V: The Phantom Pain    | Hành động phiêu lưu        | Microsoft Windows, PlayStation 3, PlayStation 4, Xbox 360, Xbox One | Kojima Productions      |
| 2016 | Inside                                  | Platform giải đố           | Microsoft Windows, PlayStation 4, Xbox One                          | Playdead                |
| 2017 | The Legend of Zelda: Breath of the Wild | Hành động phiêu lưu        | Nintendo Switch, Wii U                                              | Nintendo EPD            |
| 2018 | God of War                              | Hành động phiêu lưu        | PlayStation 4                                                       | SIE Santa Monica Studio |
| 2019 | Resident Evil 2                         | Kinh dị sinh tồn           | Capcom                                                              |                         |
| 2020 | The Last of Us Part II                  | Hành động phiêu lưu        | Naughty Dog                                                         |                         |

### Eurogamer
Người chiến thắng trong Eurogamer Trò chơi của năm do các biên tập viên của tạp chí chọn.
| Năm  | Trò chơi                                | Thể loại                   | Nền tảng                                         | Nhà phát triển             |
| ---- | --------------------------------------- | -------------------------- | ------------------------------------------------ | -------------------------- |
| 1999 | Unreal Tournament                       | Bắn súng góc nhìn thứ nhất | Microsoft Windows                                | Epic Games                 |
| 2000 | Deus Ex                                 | Hành động nhập vai         | Microsoft Windows, Mac OS                        | Ion Storm                  |
| 2001 | Grand Theft Auto III                    | Hành động phiêu lưu        | PlayStation 2                                    | DMA Design                 |
| 2002 | Ico                                     | Hành động phiêu lưu        | PlayStation 2                                    | Team Ico                   |
| 2003 | Grand Theft Auto: Vice City             | Hành động phiêu lưu        | PlayStation 2                                    | Rockstar North             |
| 2004 | Half-Life 2                             | Bắn súng góc nhìn thứ nhất | Microsoft Windows                                | Valve                      |
| 2005 | Psychonauts                             | Platform                   | Microsoft Windows, Xbox, PlayStation 2           | Double Fine Productions    |
| 2006 | Guitar Hero                             | Nhịp điệu                  | PlayStation 2                                    | Harmonix                   |
| 2007 | Portal                                  | Platform giải đố           | Microsoft Windows, PlayStation 3, Xbox 360       | Valve                      |
| 2008 | LittleBigPlanet                         | Platform giải đố           | PlayStation 3                                    | Media Molecule             |
| 2009 | Uncharted 2: Among Thieves              | Hành động phiêu lưu        | PlayStation 3                                    | Naughty Dog                |
| 2010 | Mass Effect 2                           | Hành động nhập vai         | Microsoft Windows, PlayStation 3, Xbox 360       | BioWare                    |
| 2011 | Portal 2                                | Platform giải đố           | Microsoft Windows, OS X, PlayStation 3, Xbox 360 | Valve                      |
| 2012 | Fez                                     | Platform giải đố           | Xbox 360                                         | Polytron Corporation       |
| 2013 | Super Mario 3D World                    | Platform                   | Wii U                                            | Nintendo EAD               |
| 2014 | Mario Kart 8                            | Đua xe                     | Wii U                                            | Nintendo EAD               |
| 2015 | Bloodborne                              | Hành động nhập vai         | PlayStation 4                                    | FromSoftware               |
| 2016 | Overwatch                               | Bắn súng góc nhìn thứ nhất | Microsoft Windows, PlayStation 4, Xbox One       | Blizzard Entertainment     |
| 2017 | The Legend of Zelda: Breath of the Wild | Hành động phiêu lưu        | Nintendo Switch, Wii U                           | Nintendo EPD               |
| 2018 | Tetris Effect                           | Giải đố                    | PlayStation 4, PlayStation VR                    | Monstars Inc. and Resonair |
| 2019 | Outer Wilds                             | Hành động phiêu lưu        | Microsoft Windows, PlayStation 4, Xbox One       | Mobius Digital             |
| 2020 | Hades                                   | Nhập vai hành động         | Microsoft Windows, macOS, Nintendo Switch        | Supergiant Games           |

### Famitsu
Những người chiến thắng Giải thưởng lớn của Giaỉ thưởng Famitsu hàng năm, do độc giả của tạp chí bình chọn. Lễ trao giải thường niên cũng được tổ chức.
| Năm  | Trò chơi                                                    | Thể loại                 | Nền tảng                | Nhà phát triển                   |
| ---- | ----------------------------------------------------------- | ------------------------ | ----------------------- | -------------------------------- |
| 1990 | Dragon Quest IV: Chapters of the Chosen                     | Nhập vai                 | Famicom                 | Chunsoft                         |
| 2004 | Monster Hunter                                              | Hành động nhập vai       | PlayStation 2           | Capcom                           |
| 2005 | Resident Evil 4                                             | Kinh dị sinh tồn         | GameCube, PlayStation 2 | Capcom                           |
| 2005 | Kingdom Hearts II                                           | Hành động nhập vai       | PlayStation 2           | Square Enix                      |
| 2006 | Final Fantasy XII                                           | Nhập vai                 | PlayStation 2           | Square Enix                      |
| 2006 | Pokémon Diamond and Pearl                                   | Nhập vai                 | Nintendo DS             | Game Freak                       |
| 2007 | Super Mario Galaxy                                          | Platform                 | Wii                     | Nintendo EAD                     |
| 2007 | Monster Hunter Portable 2nd                                 | Hành động nhập vai       | PlayStation Portable    | Capcom                           |
| 2008 | Monster Hunter Portable 2nd G                               | Hành động nhập vai       | PlayStation Portable    | Capcom                           |
| 2009 | Dragon Quest IX: Sentinels of the Starry Skies              | Nhập vai                 | Nintendo DS             | Level-5                          |
| 2010 | Monster Hunter Portable 3rd                                 | Hành động nhập vai       | PlayStation Portable    | Capcom                           |
| 2011 | Monster Hunter Tri G                                        | Hành động nhập vai       | Nintendo 3DS            | Capcom Production Studio 1       |
| 2012 | Animal Crossing: New Leaf                                   | Mô phỏng cuộc sống       | Nintendo 3DS            | Nintendo EAD                     |
| 2013 | Monster Hunter 4                                            | Hành động nhập vai       | Nintendo 3DS            | Capcom                           |
| 2014 | Yo-kai Watch 2: "Pioneer & Originator" and "Star Performer" | Nhập vai                 | Nintendo 3DS            | Level-5                          |
| 2015 | Splatoon                                                    | Bắn súng góc nhìn thứ ba | Wii U                   | Nintendo EAD                     |
| 2016 | Pokémon Sun and Moon                                        | Nhập vai                 | Nintendo 3DS            | Game Freak                       |
| 2017 | The Legend of Zelda: Breath of the Wild                     | Hành động phiêu lưu      | Wii U / Switch          | Nintendo EPD                     |
| 2017 | Dragon Quest XI: Echoes of an Elusive Age                   | Nhập vai                 | 3DS / PS4               | Square Enix                      |
| 2018 | Monster Hunter: World                                       | Hành động nhập vai       | PS4 / Xbox One / PC     | Capcom                           |
| 2018 | Super Smash Bros. Ultimate                                  | Đối kháng                | Switch                  | Bandai Namco Studios / Sora Ltd. |

### Game Informer
Những người chiến thắng trong  Game Informer  Trò chơi của năm do các biên tập viên của tạp chí chọn. Trong những năm xuất bản đầu tiên, họ sẽ trao giải thưởng cho trò chơi hay nhất trên mỗi hệ máy có sẵn tại thời điểm đó, đôi khi trao giải thưởng cho trò chơi hay nhất nói chung của năm. Vào năm 2017, họ đã trao lại giải thưởng GOTY cho mỗi năm trôi qua mà không có trò chơi hay nhất tổng thể.
| Năm  | Trò chơi                                  | Thể loại                   | Nền tảng                                                            | Nhà phát triển                      |
| ---- | ----------------------------------------- | -------------------------- | ------------------------------------------------------------------- | ----------------------------------- |
| 1992 | Street Fighter II                         | Đối kháng                  | SNES                                                                | Capcom                              |
| 1993 | Mortal Kombat                             | Đối kháng                  | SNES                                                                | Midway Games                        |
| 1994 | Donkey Kong Country                       | Platform                   | SNES                                                                | Rare                                |
| 1995 | Donkey Kong Country 2: Diddy Kong's Quest | Platform                   | SNES                                                                | Rare                                |
| 1996 | Super Mario 64                            | Platform                   | Nintendo 64                                                         | Nintendo EAD                        |
| 1997 | Final Fantasy VII                         | Nhập vai                   | PlayStation                                                         | Square                              |
| 1998 | The Legend of Zelda: Ocarina of Time      | Hành động phiêu lưu        | Nintendo 64                                                         | Nintendo EAD                        |
| 1999 | Tony Hawk's Pro Skater                    | Thể thao                   | PlayStation, Nintendo 64, Game Boy Color, Dreamcast                 | Neversoft                           |
| 2000 | Tony Hawk's Pro Skater 2                  | Thể thao                   | PlayStation, Microsoft Windows, Game Boy Color, Dreamcast           | Neversoft                           |
| 2001 | Metal Gear Solid 2: Sons of Liberty       | Hành động phiêu lưu        | PlayStation 2                                                       | Konami Computer Entertainment Japan |
| 2002 | Grand Theft Auto: Vice City               | Hành động phiêu lưu        | PlayStation 2                                                       | Rockstar North                      |
| 2003 | The Legend of Zelda: The Wind Waker       | Hành động phiêu lưu        | GameCube                                                            | Nintendo EAD                        |
| 2004 | Halo 2                                    | Bắn súng góc nhìn thứ nhất | Xbox 360, Microsoft Windows                                         | Bungie                              |
| 2005 | Resident Evil 4                           | Kinh dị sinh tồn           | GameCube, PlayStation 2                                             | Capcom                              |
| 2006 | The Legend of Zelda: Twilight Princess    | Hành động phiêu lưu        | GameCube, Wii                                                       | Nintendo EAD                        |
| 2007 | BioShock                                  | Bắn súng góc nhìn thứ nhất | Microsoft Windows, Xbox 360                                         | Irrational Games                    |
| 2008 | Grand Theft Auto IV                       | Hành động phiêu lưu        | Microsoft Windows, PlayStation 3, Xbox 360                          | Rockstar North                      |
| 2009 | Uncharted 2: Among Thieves                | Hành động phiêu lưu        | PlayStation 3                                                       | Naughty Dog                         |
| 2010 | Red Dead Redemption                       | Hành động phiêu lưu        | PlayStation 3, Xbox 360                                             | Rockstar San Diego                  |
| 2011 | The Elder Scrolls V: Skyrim               | Hành động nhập vai         | Microsoft Windows, PlayStation 3, Xbox 360                          | Bethesda Game Studios               |
| 2012 | Mass Effect 3                             | Hành động nhập vai         | Microsoft Windows, PlayStation 3, Xbox 360                          | BioWare                             |
| 2013 | The Last of Us                            | Hành động phiêu lưu        | PlayStation 3                                                       | Naughty Dog                         |
| 2014 | Dragon Age: Inquisition                   | Hành động nhập vai         | Microsoft Windows, PlayStation 3, PlayStation 4, Xbox 360, Xbox One | BioWare                             |
| 2015 | The Witcher 3: Wild Hunt                  | Hành động nhập vai         | Microsoft Windows, PlayStation 4, Xbox One                          | CD Projekt Red                      |
| 2016 | Overwatch                                 | Bắn súng góc nhìn thứ nhất | Microsoft Windows, PlayStation 4, Xbox One                          | Blizzard Entertainment              |
| 2017 | The Legend of Zelda: Breath of the Wild   | Hành động phiêu lưu        | Nintendo Switch, Wii U                                              | Nintendo EPD                        |
| 2018 | God of War                                | Hành động phiêu lưu        | PlayStation 4                                                       | SIE Santa Monica Studio             |
| 2019 | Control                                   | Hành động phiêu lưu        | Microsoft Windows, PlayStation 4, Xbox One                          | Remedy Entertainment                |

### GameSpot
Những người chiến thắng trong GameSpot Trò chơi của năm do các biên tập viên của tạp chí chọn. Các giải thưởng từ 1998–2001 được phân chia giữa máy chơi trò chơi điện tử và PC.
| Năm  | Trò chơi                                      | Thể loại                   | Nền tảng                                                            | Nhà phát triển            |
| ---- | --------------------------------------------- | -------------------------- | ------------------------------------------------------------------- | ------------------------- |
| 1996 | Diablo                                        | Hành động nhập vai         | Microsoft Windows                                                   | Blizzard North            |
| 1997 | Total Annihilation                            | Chiến thuật thời gian thực | Microsoft Windows, Mac OS                                           | Cavedog Entertainment     |
| 1998 | Console: The Legend of Zelda: Ocarina of Time | Hành động phiêu lưu        | Nintendo 64                                                         | Nintendo EAD              |
| 1998 | PC: Grim Fandango                             | Graphic adventure          | Microsoft Windows                                                   | LucasArts                 |
| 1999 | Console: Soulcalibur                          | Đối kháng                  | Arcade, Dreamcast                                                   | Namco                     |
| 1999 | PC: EverQuest                                 | MMORPG                     | Microsoft Windows                                                   | Sony Online Entertainment |
| 2000 | Console: Chrono Cross                         | Role-playing               | PlayStation                                                         | Square                    |
| 2000 | PC: The Sims                                  | Mô phỏng cuộc sống         | Microsoft Windows, Mac OS                                           | Maxis                     |
| 2001 | Console: Grand Theft Auto III                 | Hành động phiêu lưu        | PlayStation 2                                                       | DMA Design                |
| 2001 | PC: Serious Sam: The First Encounter          | Bắn súng góc nhìn thứ nhất | Microsoft Windows                                                   | Croteam                   |
| 2002 | Metroid Prime                                 | Hành động phiêu lưu        | GameCube                                                            | Retro Studios             |
| 2003 | The Legend of Zelda: The Wind Waker           | Hành động phiêu lưu        | GameCube                                                            | Nintendo EAD              |
| 2004 | World of Warcraft                             | MMORPG                     | Microsoft Windows, OS X                                             | Blizzard Entertainment    |
| 2005 | Resident Evil 4                               | Kinh dị sinh tồn           | GameCube, PlayStation 2                                             | Capcom                    |
| 2006 | Gears of War                                  | Bắn súng góc nhìn thứ ba   | Xbox 360                                                            | Epic Games                |
| 2007 | Super Mario Galaxy                            | Platform                   | Wii                                                                 | Nintendo EAD              |
| 2008 | Metal Gear Solid 4: Guns of the Patriots      | Hành động phiêu lưu        | PlayStation 3                                                       | Kojima Productions        |
| 2009 | Demon's Souls                                 | Hành động nhập vai         | PlayStation 3                                                       | FromSoftware              |
| 2010 | Red Dead Redemption                           | Hành động phiêu lưu        | PlayStation 3, Xbox 360                                             | Rockstar San Diego        |
| 2011 | The Elder Scrolls V: Skyrim                   | Hành động nhập vai         | Microsoft Windows, PlayStation 3, Xbox 360                          | Bethesda Game Studios     |
| 2012 | Journey                                       | Phiêu lưu                  | PlayStation 3                                                       | Thatgamecompany           |
| 2013 | The Legend of Zelda: A Link Between Worlds    | Hành động phiêu lưu        | Nintendo 3DS                                                        | Nintendo EAD              |
| 2014 | Middle-earth: Shadow of Mordor                | Hành động phiêu lưu        | Microsoft Windows, PlayStation 3, PlayStation 4, Xbox 360, Xbox One | Monolith Productions      |
| 2015 | The Witcher 3: Wild Hunt                      | Hành động nhập vai         | Microsoft Windows, PlayStation 4, Xbox One                          | CD Projekt Red            |
| 2016 | Overwatch                                     | Bắn súng góc nhìn thứ nhất | Microsoft Windows, PlayStation 4, Xbox One                          | Blizzard Entertainment    |
| 2017 | The Legend of Zelda: Breath of the Wild       | Hành động phiêu lưu        | Nintendo Switch, Wii U                                              | Nintendo EPD              |
| 2018 | Red Dead Redemption 2                         | Hành động phiêu lưu        | PlayStation 4, Xbox One                                             | Rockstar Studios          |
| 2019 | Sekiro: Shadows Die Twice                     | Hành động phiêu lưu        | Microsoft Windows, PlayStation 4, Xbox One                          | FromSoftware              |

### GamesRadar+
GamesRadar +  tổ chức giải thưởng Platinum Chalice mỗi năm, như một phần của Trò chơi của năm do các biên tập viên chọn.
| Năm  | Trò chơi                                | Thể loại                   | Nền tảng                                                            | Nhà phát triển          |
| ---- | --------------------------------------- | -------------------------- | ------------------------------------------------------------------- | ----------------------- |
| 2006 | The Legend of Zelda: Twilight Princess  | Hành động phiêu lưu        | GameCube, Wii                                                       | Nintendo EAD            |
| 2007 | The Orange Box                          | Bắn súng góc nhìn thứ nhất | Microsoft Windows, Xbox 360, PlayStation 3, OS X, Linux             | Valve                   |
| 2008 | Fallout 3                               | Hành động nhập vai         | Microsoft Windows, PlayStation 3, Xbox 360                          | Bethesda Game Studios   |
| 2009 | Batman: Arkham Asylum                   | Hành động phiêu lưu        | Microsoft Windows, PlayStation 3, Xbox 360                          | Rocksteady Studios      |
| 2010 | Red Dead Redemption                     | Hành động phiêu lưu        | PlayStation 3, Xbox 360                                             | Rockstar San Diego      |
| 2011 | Portal 2                                | Platform giải đố           | Microsoft Windows, OS X, PlayStation 3, Xbox 360                    | Valve                   |
| 2012 | The Walking Dead                        | Graphic adventure          | iOS, Microsoft Windows, OS X, PlayStation 3, Xbox 360               | Telltale Games          |
| 2013 | The Last of Us                          | Hành động phiêu lưu        | PlayStation 3                                                       | Naughty Dog             |
| 2014 | Destiny                                 | Hành động nhập vai         | PlayStation 3, PlayStation 4, Xbox 360, Xbox One                    | Bungie                  |
| 2015 | Metal Gear Solid V: The Phantom Pain    | Hành động phiêu lưu        | Microsoft Windows, PlayStation 3, PlayStation 4, Xbox 360, Xbox One | Kojima Productions      |
| 2016 | Titanfall 2                             | Bắn súng góc nhìn thứ nhất | Microsoft Windows, PlayStation 4, Xbox One                          | Respawn Entertainment   |
| 2017 | The Legend of Zelda: Breath of the Wild | Hành động phiêu lưu        | Nintendo Switch, Nintendo Wii U                                     | Nintendo EPD            |
| 2018 | God of War                              | Hành động phiêu lưu        | PlayStation 4                                                       | SIE Santa Monica Studio |
| 2019 | Control                                 | Hành động phiêu lưu        | Microsoft Windows, PlayStation 4, Xbox One                          | Remedy Entertainment    |

### Giant Bomb
Những người chiến thắng trong Giant Bomb Trò chơi của Năm do các biên tập viên của tạp chí chọn.
| Năm  | Trò chơi                       | Thể loại              | Nền tảng                                                            | Nhà phát triển        |
| ---- | ------------------------------ | --------------------- | ------------------------------------------------------------------- | --------------------- |
| 2008 | Grand Theft Auto IV            | Hành động phiêu lưu   | Microsoft Windows, PlayStation 3, Xbox 360                          | Rockstar North        |
| 2009 | Uncharted 2: Among Thieves     | Hành động phiêu lưu   | PlayStation 3                                                       | Naughty Dog           |
| 2010 | Mass Effect 2                  | Hành động nhập vai    | Microsoft Windows, PlayStation 3, Xbox 360                          | BioWare               |
| 2011 | The Elder Scrolls V: Skyrim    | Hành động nhập vai    | Microsoft Windows, PlayStation 3, Xbox 360                          | Bethesda Game Studios |
| 2012 | XCOM: Enemy Unknown            | Chiến thuật theo lượt | Microsoft Windows, PlayStation 3, Xbox 360                          | Firaxis Games         |
| 2013 | The Last of Us                 | Hành động phiêu lưu   | PlayStation 3                                                       | Naughty Dog           |
| 2014 | Middle-earth: Shadow of Mordor | Hành động phiêu lưu   | Microsoft Windows, PlayStation 3, PlayStation 4, Xbox 360, Xbox One | Monolith Productions  |
| 2015 | Super Mario Maker              | Platform              | Wii U                                                               | Nintendo EAD          |
| 2016 | Hitman                         | Lén lút               | Microsoft Windows, PlayStation 4, Xbox One                          | IO Interactive        |
| 2017 | PlayerUnknown's Battlegrounds  | Battle royale         | Microsoft Windows, Xbox One                                         | PUBG Corporation      |
| 2018 | Tetris Effect                  | Giải đố               | PlayStation 4, PlayStation VR                                       | Monstars Inc./Resonai |
| 2019 | Outer Wilds                    | Hành động phiêu lưu   | Microsoft Windows, PlayStation 4, Xbox One                          | Mobius Digital        |

### Hardcore Gamer
| Năm  | Trò chơi                   | Thể loại                   | Platform                                                                                | Nhà phát triển          |
| ---- | -------------------------- | -------------------------- | --------------------------------------------------------------------------------------- | ----------------------- |
| 2012 | Far Cry 3                  | Bắn súng góc nhìn thứ nhất | Microsoft Windows, PlayStation 3, Xbox 360                                              | Ubisoft                 |
| 2013 | The Last of Us             | Hành động phiêu lưu        | PlayStation 3                                                                           | Naughty Dog             |
| 2014 | Dragon Age: Inquisition    | Hành động nhập vai         | Microsoft Windows, PlayStation 3, PlayStation 4, Xbox 360, Xbox One                     | BioWare                 |
| 2015 | Tales from the Borderlands | Graphic adventure          | Android, iOS, Microsoft Windows, OS X, PlayStation 3, PlayStation 4, Xbox 360, Xbox One | Telltale Games          |
| 2016 | Owlboy                     | Platform phiêu lưu         | Microsoft Windows, macOS, Linux, Nintendo Switch, PlayStation 4, Xbox One               | D-Pad Studio            |
| 2017 | Nier: Automata             | Hành động nhập vai         | Microsoft Windows, PlayStation 4, Xbox One                                              | PlatinumGames           |
| 2018 | God of War                 | Hành động phiêu lưu        | PlayStation 4                                                                           | SIE Santa Monica Studio |
| 2019 | Resident Evil 2            | Kinh dị sinh tồn           | Microsoft Windows, PlayStation 4, Xbox One                                              | Capcom                  |

### IGN
| Năm  | Trò chơi                                | Thể loại                   | Nền tảng                                                            | Nhà phát triển          |
| ---- | --------------------------------------- | -------------------------- | ------------------------------------------------------------------- | ----------------------- |
| 2001 | Halo: Combat Evolved                    | Bắn súng góc nhìn thứ nhất | Xbox                                                                | Bungie                  |
| 2002 | Battlefield 1942                        | Bắn súng góc nhìn thứ nhất | Microsoft Windows                                                   | Digital Illusions CE    |
| 2003 | Star Wars: Knights of the Old Republic  | Nhập vai                   | Microsoft Windows, Xbox                                             | BioWare                 |
| 2004 | Half-Life 2                             | Bắn súng góc nhìn thứ nhất | Microsoft Windows                                                   | Valve                   |
| 2005 | God of War                              | Hành động phiêu lưu        | PlayStation 2                                                       | SCE Santa Monica Studio |
| 2006 | Ōkami                                   | Hành động phiêu lưu        | PlayStation 2                                                       | Clover Studio           |
| 2007 | Super Mario Galaxy                      | Platform                   | Wii                                                                 | Nintendo EAD            |
| 2008 | Fallout 3                               | Hành động nhập vai         | Microsoft Windows, PlayStation 3, Xbox 360                          | Bethesda Game Studios   |
| 2009 | Uncharted 2: Among Thieves              | Hành động phiêu lưu        | PlayStation 3                                                       | Naughty Dog             |
| 2010 | Mass Effect 2                           | Hành động nhập vai         | Microsoft Windows, Xbox 360, PlayStation 3                          | BioWare                 |
| 2011 | Portal 2                                | Platform giải đố           | Microsoft Windows, OS X, PlayStation 3, Xbox 360                    | Valve                   |
| 2012 | Journey                                 | Phiêu lưu                  | PlayStation 3                                                       | Thatgamecompany         |
| 2013 | The Last of Us                          | Hành động phiêu lưu        | PlayStation 3                                                       | Naughty Dog             |
| 2014 | Dragon Age: Inquisition                 | Hành động nhập vai         | Microsoft Windows, PlayStation 3, PlayStation 4, Xbox 360, Xbox One | BioWare                 |
| 2015 | The Witcher 3: Wild Hunt                | Hành động nhập vai         | Microsoft Windows, PlayStation 4, Xbox One                          | CD Projekt Red          |
| 2016 | Overwatch                               | Bắn súng góc nhìn thứ nhất | Microsoft Windows, PlayStation 4, Xbox One                          | Blizzard Entertainment  |
| 2017 | The Legend of Zelda: Breath of the Wild | Hành động phiêu lưu        | Nintendo Switch, Wii U                                              | Nintendo EPD            |
| 2018 | God of War                              | Hành động phiêu lưu        | PlayStation 4                                                       | SIE Santa Monica Studio |
| 2019 | Control                                 | Hành động phiêu lưu        | Microsoft Windows, PlayStation 4, Xbox One                          | Remedy Entertainment    |
| 2020 | Hades                                   | Nhập vai hành động         | Microsoft Windows, macOS, Nintendo Switch                           | Supergiant Games        |

### Polygon
| Năm  | Trò chơi                                | Thể loại                   | Nền tảng                                                            | Nhà phát triển          |
| ---- | --------------------------------------- | -------------------------- | ------------------------------------------------------------------- | ----------------------- |
| 2012 | The Walking Dead                        | Graphic adventure          | iOS, Microsoft Windows, OS X, PlayStation 3, Xbox 360               | Telltale Games          |
| 2013 | Gone Home                               | Phiêu lưu                  | Microsoft Windows, OS X, Linux                                      | The Fullbright Company  |
| 2014 | Dragon Age: Inquisition                 | Hành động nhập vai         | Microsoft Windows, PlayStation 3, PlayStation 4, Xbox 360, Xbox One | BioWare                 |
| 2015 | Her Story                               | Interactive movie          | Microsoft Windows, OS X, iOS                                        | Sam Barlow              |
| 2016 | Doom                                    | Bắn súng góc nhìn thứ nhất | Microsoft Windows, PlayStation 4, Xbox One                          | id Software             |
| 2017 | The Legend of Zelda: Breath of the Wild | Hành động phiêu lưu        | Nintendo Switch, Wii U                                              | Nintendo EPD            |
| 2018 | God of War                              | Hành động phiêu lưu        | PlayStation 4                                                       | SIE Santa Monica Studio |
| 2019 | Outer Wilds                             | Hành động phiêu lưu        | Microsoft Windows, PlayStation 4, Xbox One                          | Mobius Digital          |
| 2020 | Hades                                   | Nhập vai hành động         | Microsoft Windows, macOS, Nintendo Switch                           | Supergiant Games        |

### Time
| Năm  | Trò chơi                                | Thể loại                   | Nền tảng                                        | Nhà phát triển          |
| ---- | --------------------------------------- | -------------------------- | ----------------------------------------------- | ----------------------- |
| 2006 | Wii Sports                              | Thể thao                   | Wii                                             | Nintendo EAD            |
| 2007 | Halo 3                                  | Bắn súng góc nhìn thứ nhất | Xbox 360                                        | Bungie                  |
| 2008 | Grand Theft Auto IV                     | Hành động phiêu lưu        | Microsoft Windows, PlayStation 3, Xbox 360      | Rockstar North          |
| 2009 | Call of Duty: Modern Warfare 2          | Bắn súng góc nhìn thứ nhất | Microsoft Windows, PlayStation 3, Xbox 360      | Infinity Ward           |
| 2010 | Alan Wake                               | Hành động phiêu lưu        | Xbox 360                                        | Remedy Entertainment    |
| 2011 | Minecraft                               | Sandbox                    | Microsoft Windows, OS X, Linux, Android, iOS    | Mojang                  |
| 2012 | Guild Wars 2                            | MMORPG                     | Microsoft Windows                               | ArenaNet                |
| 2013 | Grand Theft Auto V                      | Hành động phiêu lưu        | PlayStation 3, Xbox 360                         | Rockstar North          |
| 2014 | 80 Days                                 | Interactive fiction        | iOS, Android                                    | Inkle                   |
| 2015 | Prune                                   | Giải đố                    | iOS, Android                                    | Joel McDonald           |
| 2016 | The Witness                             | Giải đố                    | Microsoft Windows, PlayStation 4, Xbox One, iOS | Thekla, Inc.            |
| 2017 | The Legend of Zelda: Breath of the Wild | Hành động phiêu lưu        | Nintendo Switch, Wii U                          | Nintendo EPD            |
| 2018 | God of War                              | Hành động phiêu lưu        | PlayStation 4                                   | SIE Santa Monica Studio |
| 2020 | Hades                                   | Nhập vai hành động         | Microsoft Windows, MacOS, Nintendo Switch       | Supergiant Games        |

### USgamer
Bắt đầu từ năm 2015, các nhân viên của  USgamer  đã xuất bản 20 trò chơi hàng đầu của họ cho mỗi năm.
| Năm  | Trò chơi                                | Thể loại                   | Nền tảng                                   | Nhà phát triển         |
| ---- | --------------------------------------- | -------------------------- | ------------------------------------------ | ---------------------- |
| 2015 | Super Mario Maker                       | Platform                   | Wii U                                      | Nintendo EAD           |
| 2016 | Overwatch                               | Bắn súng góc nhìn thứ nhất | Microsoft Windows, PlayStation 4, Xbox One | Blizzard Entertainment |
| 2017 | The Legend of Zelda: Breath of the Wild | Hành động phiêu lưu        | Nintendo Switch, Wii U                     | Nintendo EPD           |
| 2018 | Red Dead Redemption 2                   | Hành động phiêu lưu        | PlayStation 4, Xbox One                    | Rockstar Studios       |
| 2019 | Disco Elysium                           | Nhập vai                   | Microsoft Windows                          | ZA/UM                  |
| 2020 | Hades                                   | Nhập vai hành động         | Microsoft Windows, macOS, Nintendo Switch  | Supergiant Games       |

### Yahoo!
| Năm  | Trò chơi                                | Thể loại            | Nền tảng                                                            | Nhà phát triển        |
| ---- | --------------------------------------- | ------------------- | ------------------------------------------------------------------- | --------------------- |
| 2007 | Super Mario Galaxy                      | Platform            | Wii                                                                 | Nintendo EAD          |
| 2008 | Fallout 3                               | Hành động nhập vai  | Microsoft Windows, PlayStation 3, Xbox 360                          | Bethesda Game Studios |
| 2009 | Uncharted 2: Among Thieves              | Hành động phiêu lưu | PlayStation 3                                                       | Naughty Dog           |
| 2010 | Red Dead Redemption                     | Hành động phiêu lưu | PlayStation 3, Xbox 360                                             | Rockstar San Diego    |
| 2011 | Batman: Arkham City                     | Hành động phiêu lưu | Microsoft Windows, PlayStation 3, Xbox 360                          | Rocksteady Studios    |
| 2012 | The Walking Dead                        | Graphic adventure   | iOS, Microsoft Windows, OS X, PlayStation 3, Xbox 360               | Telltale Games        |
| 2013 | The Last of Us                          | Hành động phiêu lưu | PlayStation 3                                                       | Naughty Dog           |
| 2014 | Dragon Age: Inquisition                 | Hành động nhập vai  | Microsoft Windows, PlayStation 3, PlayStation 4, Xbox 360, Xbox One | BioWare               |
| 2015 | The Witcher 3: Wild Hunt                | Hành động nhập vai  | Microsoft Windows, PlayStation 4, Xbox One                          | CD Projekt Red        |
| 2017 | The Legend of Zelda: Breath of the Wild | Hành động phiêu lưu | Nintendo Switch, Wii U                                              | Nintendo EPD          |